# CBC制作昼の連続ドラマ
CBC制作昼の連続ドラマは、中部日本放送（現：CBCテレビ）の制作により、TBS系列で、1971年4月5日から1992年4月3日まで、平日の（年末年始は除くが、祝日は放送）13:45 - 14:00（JST）に放送されていた帯ドラマシリーズのタイトルである。

## 概要
正式な枠名は『連続テレビドラマ』→『連続ドラマ』となっていた。
同時ネットで放送していた近畿地区でのネット局については、1975年3月28日までは朝日放送（ABC）であったが、腸捻転解消に伴い、同月31日からは毎日放送（MBS）へ変更され、同時に全国でMBS制作の平日13:30枠のドラマ『妻そして女シリーズ』が前枠となった。
ドラマの撮影は基本的に2週に一度、名古屋市中区新栄にあるCBC本社のスタジオで行われた。
しかし、1990年代になるとワンセットとなる平日15分帯ドラマ枠が時代に沿わなくなり、更には「午後は○○おもいッきりテレビ」等の裏番組に苦戦を強いられていたことからCBCは2つの15分帯ドラマ枠を合わせ、MBS制作の『妻そして女シリーズ』を統合した30分帯ドラマ枠に編成替えすることをMBSに打診。そして、1992年4月6日に、両局が交互制作する30分帯ドラマ枠『ドラマ30』に統合し、21年の歴史に幕を下ろした。

## 放送作品一覧
- 水の炎 -　主演:香山美子、木村功
- 紬の女　-　主演：稲垣美穂子、江原真二郎
- 去年の花　-　主演：小山明子、根上淳
- 都に雨の降る如く-　主演：尾崎奈々、伊藤孝雄
- 落葉樹-　主演：生田悦子
- リラ冷えの街-主演：西尾美栄子、中尾彬
- 花ばさみ-主演：長谷川稀世、入川保則
- 千すじの黒髪-　主演：佐藤オリエ、寺田農、倉石功
- 華岡青洲の妻 - 主演：浜畑賢吉、月丘夢路、新橋耐子
- 母の曲-　主演：園佳也子、新藤恵美、小山明子
- 残像-主演：望月真理子、中野誠也
- 海抜0米-主演：本阿弥周子、鳥居恵子
- みだれ扇-主演：三田和代、大和田伸也
- 海の幸-主演：小野寺昭、徳永れい子
- 限りある日を愛に生きて-主演：奈美悦子、
- 愛さずにはいられない-　主演：佐藤友美、三浦真弓、土屋嘉男（この作品まで近畿地区は朝日放送がネット）
- 遥かなる母-主演：新藤恵美（この作品から近畿地区は毎日放送がネット）
- 虹色の橋-主演：主演：磯野洋子、高橋長英
- ときめきの秋-主演：二宮さよ子、佐野周二
- 花は散らず - 主演：葉山葉子、勝呂誉
- 愛のゆくえ - 主演：ジュディ・オング、明石勤、村井国夫
- 愛の償い - 主演：榊原るみ、横光克彦、東野英心
- 幸せになりたい-主演：杉田景子
- 女の十字路 - 主演：村松英子、中尾彬
- 花のながれ-　主演：和泉雅子、村松英子、林与一
- あかね雲 - 主演：高橋洋子、木村功
- あしたの家族-主演：岡まゆみ、佐野浅夫
- 三婆 - 主演：南田洋子
- 炎の河 - 主演：馬淵晴子、高橋昌也
- 霧子この愛-　主演：藤真利子
- 真実一路 - 主演：朝丘雪路、仲谷昇
- 噂の女-主演：金沢碧、清水章吾
- 愛の終りの時 - 主演：津島恵子
- 家庭長時代-　主演：南風洋子、長門裕之、北林谷栄
- 愛の迷路-主演：夏純子、中尾彬
- 父親 - 主演：中条静夫、岡まゆみ
- ふたりの母-主演：長内美那子、小山明子、園佳也子
- 母の旅路 - 主演：水野久美、山本みどり
- 母と呼ぶ日を - 主演：岡田可愛、竜崎勝
- おたき-主演：中原ひとみ、河原崎長一郎、金子信雄
- ひとり息子 - 主演：野際陽子、松村雄基
- 命みつめて-主演：林美智子、山田吾一
- 裂けた家族 - 主演：樫山文枝、浜田光夫、松野達也、遠藤真理子
- 鈍行家族-主演：三ツ矢歌子、竜崎勝
- 雨の慕情 - 主演：加賀まりこ、山本亘、利根はる恵、松村雄基
- 爛熟時代 - 主演：山口果林、清水章吾、大信田礼子
- 新宿ララバイ - 主演：香坂みゆき、岡本富士太、織本順吉
- 昼下りの妻-主演：上村香子、田島令子
- 妻の秘密 - 主演：萩尾みどり、竜崎勝
- さらば夏の光よ-主演：岡田奈々、柳沢慎吾、五代高之
- 夕空はれて - 主演：中条静夫、水沢アキ、佐々木すみ江
- おじいさんの台所 - 主演：藤田弓子、浜村純
- 女ひとり - 主演：宮本信子、速水亮、増田恵子
- おばあちゃん-主演：三ツ矢歌子、河原崎長一郎、丹阿弥谷津子
- おじいさんの台所・二年目
- あゝ単身赴任 - 主演：伊東四朗、水野久美、尾藤イサオ
- 嫁と呼ばないで - 主演：伊藤榮子、下條正巳、浦辺粂子
- ああ専業主夫 - 主演：古今亭志ん朝、亀井光代
- 家庭内離婚 - 主演：土田早苗、下條アトム、秋川リサ
- ちょっと気になる嫁 - 主演：藤岡琢也、丹波義隆、マリー・ニノ
- ああ再婚 - 主演：宮下順子、高橋昌也、小栗一也
- 女は度胸!-主演：范文雀、蟹江敬三
- 娘たちよ - 主演：坂上二郎、石野真子、川上麻衣子
- 単身ミセス走る! - 主演：上村香子、小野ヤスシ、北村和夫、清水清隆
- 追いかけて幸せ - 主演：沢田雅美、大和田獏、ハナ肇、桂木文
- わかれ道-主演：芦川よしみ、岡本冨士太、石田登星
- 愛する - 主演：日色ともゑ、夏木マリ、河原崎建三
- ときめきの午後 - 主演：佳那晃子、篠塚勝、伊藤敏八、夏川光央、唐沢潤
- 私、単身赴任します - 主演：松本留美、秋野太作
- 女が会社を作るとき - 主演：汀夏子、北村総一朗、朝加真由美、江藤潤、松阪隆子、伊藤友乃
- 突然他人のように - 主演：美保純、布施明
- 優しい関係 - 主演:五十嵐まゆみ、河原崎建三
- マドンナと呼ばれて - 主演:東てる美、松崎しげる、中条きよし
- ポケットから、愛 - 主演:加納みゆき、中本賢
- 秋燃え - 主演:根本りつ子、荻島真一
- 過去から来た女 - 主演:名古屋章、七瀬なつみ、円谷浩、宮下順子
- 恋料理カレンダー - 主演：金子信雄、大沢逸美、桜むつ子
- 眠らない森 - 主演：大空真弓、石黒賢、ナレーター：山本學
- もっともあぶない夫婦 - 主演：夏樹陽子、横光克彦、平泉成、伊佐山ひろ子、山口仁、神戸浩、中山仁
- 愛らぶ家族 〜我が家のジグソーパズル〜 - 主演：藤田弓子、中山仁、寺田農、高橋一生

## 放映ネット局
※系列は放送当時のもの。
| 放送対象地域   | 放送局         | 系列           | 備考                                                       |
| -------------- | -------------- | -------------- | ---------------------------------------------------------- |
| 中京広域圏     | 中部日本放送   | TBS系列        | 制作局 現・CBCテレビ                                       |
| 関東広域圏     | TBS            | TBS系列        | 現：TBSテレビ                                              |
| 北海道         | 北海道放送     | TBS系列        |                                                            |
| 青森県         | 青森テレビ     | TBS系列        |                                                            |
| 岩手県         | 岩手放送       | TBS系列        | 現:IBC岩手放送                                             |
| 宮城県         | 東北放送       | TBS系列        |                                                            |
| 山形県         | テレビユー山形 | TBS系列        | 1989年10月から                                             |
| 福島県         | 福島テレビ     | フジテレビ系列 | 1983年12月2日まで 1983年3月まではTBS系列とのクロスネット局 |
| 福島県         | テレビユー福島 | TBS系列        | 1983年12月5日から                                          |
| 山梨県         | テレビ山梨     | TBS系列        |                                                            |
| 新潟県         | 新潟放送       | TBS系列        |                                                            |
| 長野県         | 信越放送       | TBS系列        |                                                            |
| 静岡県         | 静岡放送       | TBS系列        |                                                            |
| 富山県         | 北日本放送     | 日本テレビ系列 | 途中打ち切り                                               |
| 富山県         | テレビユー富山 | TBS系列        | 現:チューリップテレビ 1990年10月から                       |
| 石川県         | 北陸放送       | TBS系列        |                                                            |
| 近畿広域圏     | 朝日放送       | TBS系列        | 現:朝日放送テレビ 1975年3月28日まで                        |
| 近畿広域圏     | 毎日放送       | TBS系列        | 1975年3月31日から                                          |
| 鳥取県・島根県 | 山陰放送       | TBS系列        |                                                            |
| 岡山県・香川県 | 山陽放送       | TBS系列        | 現・RSK山陽放送                                            |
| 広島県         | 中国放送       | TBS系列        |                                                            |
| 山口県         | テレビ山口     | TBS系列        |                                                            |
| 高知県         | テレビ高知     | TBS系列        |                                                            |
| 福岡県         | RKB毎日放送    | TBS系列        |                                                            |
| 長崎県         | 長崎放送       | TBS系列        |                                                            |
| 大分県         | 大分放送       | TBS系列        |                                                            |
| 熊本県         | 熊本放送       | TBS系列        |                                                            |
| 宮崎県         | 宮崎放送       | TBS系列        |                                                            |
| 鹿児島県       | 南日本放送     | TBS系列        |                                                            |
| 沖縄県         | 琉球放送       |                |                                                            |

## 備考
- TBS系列では同時ネットで放送されていたが、TBS系列局が所在しない系列外局への番組販売による遅れネットも行っていた。
- なお、近畿地区に関しては、1974年以前のABCにおける夏季開催の全国高等学校野球選手権大会や、1975年以降のMBSにおける春季開催の選抜高等学校野球大会という、それぞれの大会期間中も、視聴者保護の観点から12時・13時台の中継は中断していたのでこの枠も通常通り行われていた。しかし準々決勝から決勝戦に該当する日は完全中継前提で中断を設けなかったことから、通常はJNN協定により認められていない後日（通常当日夕方か翌日午前中）での振替放送が話数調整上の特例の措置であるため特別に認められていたため、近畿地区での遅れネットの放送が話数調整のために行われていた。
- 当時のプロ野球日本シリーズはデーゲームで行われていたため、平日にプロ野球日本シリーズが行われる試合の放映権をTBS系列局が獲得した場合、本枠は試合終了後（主に17:45 - 18:00）に放送時間を繰り下げて放送していた（この場合、同時ネットや同日時差ネットされる他系列番組（『笑っていいとも!』『3時のあなた』『アフタヌーンショー』など）は休止としていた）。但し、TBS系列局の内、他系列制作の試合（当該地域において系列局がない系列が放映権を獲得した試合。1982年までは福島テレビがフジテレビ系列制作を放送した場合や1986年まではテレビ山口がフジテレビ系列制作を放送した場合も含む）を放送する場合は、日本シリーズは14:00からの飛び乗り放送とした上で本枠は通常放送としていた。
- このほか、この時間帯に、全国ネットで、JNN排他協定に基づく『JNN報道特別番組』や近代オリンピックなどのスポーツ中継放送のために放送ができなかった場合にも近畿地区における高校野球の中継と同様の振替放送をしたこともあった。
- 当時他系列とのクロスネットだった3局では以下の対応が取られていた。
青森テレビは放送開始当初はNETテレビ系列（現：テレビ朝日系列）メインのクロスネット局、テレビ山口はフジテレビ系列・NETテレビ系列とのクロスネット局であったが、2局とも腸捻転解消前は『花王 愛の劇場』の直後枠として放送し、腸捻転解消後は『妻そして女シリーズ』の直後枠として放送された。
福島テレビは、枠開始から本枠は同時ネット（『花王 愛の劇場』は13:00 - 13:30に放送、『シャボン玉プレゼント』は未ネット）で放送していた。1983年4月1日にTBS系列メインのクロスネット局からフジテレビ系列フルネット局に再ネットチェンジ（JNN脱退・FNN加盟）したものの、視聴者保護のため同年9月30日まで（『爛熟時代』の途中まで）同時ネットで放送していたが[1]、1983年10月1日にフジテレビ系フルネットへ完全移行したため、同年10月3日から12月2日まで（『爛熟時代』の途中から『新宿ララバイ』の途中まで）は14:40 - 14:55に放送時間が変更された（13時台後半は『東海テレビ制作昼の帯ドラマ』に変更、本枠は14:30 - 14:40に放送されていた『キユーピー3分クッキング』（CBC版）の直後枠に放送）[注 2]。TBS制作で放送された1983年日本シリーズ第7戦は、フジテレビ系フルネットに完全移行していたため日本シリーズ第7戦はネットせず、本枠の遅れネットを通常の時間帯（14:40 - 14:55）で放送した。同年12月5日にテレビユー福島が開局した事に伴い、2か月ぶりに福島県における同時ネットを再開している。
- 山形県は、山形放送と山形テレビでは放送されなかったが、1989年10月にテレビユー山形が開局した事に伴い、山形県におけるネットを開始している[注 3]。
- 富山県は、当初は北日本放送において一部作品を放送していたが[2]、途中打ち切りとなった。1990年10月にテレビユー富山（現:チューリップテレビ）が開局した事に伴い、富山県における本枠のネットを再開している[注 3]。